# Leo Vandeweghe
Leo Julius Vandeweghe (Oostende, 23 december 1906 - 1 maart 1988) was een Belgisch senator.

## Levensloop
Na studies aan het Instituut voor Tropische Geneeskunde in Brussel, werkte Vandeweghe van 1930 tot 1947 en van 1951 tot 1958 in de gezondheidszorg in Belgisch-Congo. In Leopoldstad was hij lid van de Vlaamse Vriendenkring. Als student was hij ook lid van het Algemeen Katholiek Studentenverbond, het Katholiek Vlaams Hoogstudentenverbond en van het Verdinaso.
In 1949 trok hij, zonder succes, de senaatslijst van de Vlaamse Concentratie in het arrondissement Oostende.
In 1958 werd Vandeweghe voorzitter van de Volksunie-afdeling van het arrondissement Oostende. Ook werd hij secretaris van de Oostendse afdeling van de Vlaamse Volksbeweging. Van 1965 tot 1968 was hij provinciaal voorzitter van de Volksunie in West-Vlaanderen en van 1964 tot 1972 was hij gemeenteraadslid in Oostende.
Van 1968 tot 1971 zetelde hij als provinciaal senator voor West-Vlaanderen in de Senaat. In 1971 werd hij tot ongenoegen van veel VU-kaderleden niet meer aangesteld als provinciaal senator. Hij verliet de Volksunie ten tijde van het Egmontpact en sloot zich in 1981 aan bij het Vlaams Blok. Hij was bij herhaling kandidaat voor deze partij, maar werd niet verkozen.
Hij was verder van 1975 tot 1981 voorzitter van Broederband West-Vlaanderen, van 1945 tot 1949 medewerker aan het tijdschrift Rommelpot, stichtend lid van Protea en lid van het IJzerbedevaartcomité. Ook was hij actief in het Vlaamse Kruis, de Vlaamse Toeristenbond-Vlaamse Automobilistenbond en Were Di.